# Zhu Hongjun
Zhu Hongjun, född 18 augusti 1981, är en friidrottare från Kina. Han deltog vid olympiska sommarspelen 2004.